# Příznak nuly
Příznak nuly (anglicky zero flag) (obvykle označovaný písmenem Z nebo zkratkou ZF) je bit v registru příznaků (stavovém slově) v počítačových procesorech mnoha architektur (včetně x86, ARM, PDP-11 a Motorola 68000) používaný pro indikaci, že výsledek aritmetické nebo bitové operace je nulový. Při operaci porovnání indikuje, že porovnávaná čísla si jsou rovna.

## Použití
Spolu s příznakem přenosu, příznakem znaménka a příznakem přetečení se příznak nuly používá pro kontrolu výsledku aritmetické operace, včetně bitových instrukcí. Příznak nuly je nastaven, jestliže výsledek aritmetické (případně i bitové) operace je nulový; jinak je vynulován. To zahrnuje i operace, při kterých nejsou ukládány výsledky; většina tradičních instrukčních sada implementuje instrukce porovnání jako odečítání bez uložení výsledku. Mnoho procesorů obsahuje také bitový test, který se provádí jako bitové AND bez uložení výsledku.
Většina procesorů používá příznak nuly především pro instrukce podmíněného skoku (větvení), které mění řízení programu podle výsledku předchozí instrukce, ale existují i jiná použití.
Některé instrukční sady jako například architektura MIPS nemají vyhrazený příznakový registr; instrukce podmíněného skoku místo toho přímo kontrolují, zda hodnota vybraného registru je nula.